# Childhood Home
Childhood Home è il dodicesimo album in studio del cantautore statunitense Ben Harper, prodotto in collaborazione con sua madre Ellen, pubblicato il 6 maggio 2014. Sono tutti brani originali scritti da Ben Harper ad eccezione di City of Dreams, Farmer's Daughter, Altar of Love e Break Your Heart, scritti da Ellen.

## Tracce
Testi e musiche di Ben Harper, eccetto dove indicato.
1. A House is a Home – 2:43
2. City of Dreams – 3:42 (Ellen Harper)
3. Born to Love You – 3:30
4. Heavyhearted World – 2:57
5. Farmer's Daughter – 3:15 (Ellen Harper)
6. Memories of Gold – 3:48
7. Altar of Love – 3:21 (Ellen Harper)
8. Break Your Heart – 3:41 (Ellen Harper)
9. Learn It All Again Tomorrow – 3:03
10. How Could We Not Believe – 3:47

## Formazione
- Ben Harper – chitarra, weissenborn, voce
- Ellen Harper – chitarra, banjo, voce